# Raffaele Costa
Raffaele Costa (Mondovì, 8 settembre 1936) è un politico italiano.
Membro del Partito Liberale Italiano, è stato vicesegretario del partito tra il 1985 e il 1986 e poi Segretario dalla primavera 1993 allo scioglimento del PLI nel febbraio 1994. Alle elezioni dello stesso anno, il nuovo partito fondato da Costa, l'Unione di Centro si schierò con Forza Italia, presentando i suoi candidati nelle liste del nuovo partito fondato da Silvio Berlusconi. Dal 2004 al 2009 è stato presidente della provincia di Cuneo.

## Biografia
Nato a Mondovì, in provincia di Cuneo, si è laureato in giurisprudenza e scienze politiche, è stato deputato alla Camera dal 1976 al 2006.
È il padre di Enrico Costa, anch'egli politico e deputato, già Ministro nei governi Renzi e Gentiloni.

### Deputato del Partito Liberale Italiano
Dopo essere stato più volte sottosegretario di Stato tra 1979 e il 1989, nei vari dicasteri quali: Grazia e Giustizia (Cossiga), Affari Esteri (Spadolini I, Spadolini II e Fanfani V), Interno (Craxi I e II) e Lavori Pubblici (Goria e De Mita), diventa Ministro per il coordinamento delle politiche comunitarie e gli affari regionali nel primo governo Amato, Ministro dei trasporti nel governo Ciampi e Ministro della sanità nel primo governo Berlusconi.
Durante il suo periodo da sottosegretario agli Affari esteri, nel 1979 pone il veto sulla distribuzione nelle sale cinematografiche italiane del film del regista siro-statunitense Mustapha Akkad Il leone del deserto, dedicato alla resistenza cirenaica all'esercito dell'Italia fascista. In risposta a un'interpellanza parlamentare, Costa rispose che "Il film non poteva essere proiettato sugli schermi italiani perché offendeva il nostro esercito".

### Deputato dell'UdC e di Forza Italia
Alle elezioni amministrative del 1997 è stato candidato a sindaco di Torino, sostenuto dalla coalizione di centro-destra Polo per le Libertà formata da Forza Italia, Alleanza Nazionale e le liste civiche "Centro per Costa" e "Pensionati per l'Europa", contrapposto al sindaco uscente del centro-sinistra Valentino Castellani. Durante la campagna elettorale Costa ha attaccato l'operato di Castellani, soprattutto sui temi della sicurezza e dell'immigrazione clandestina in città; al ballottaggio Castellani lo ha sconfitto con uno scarto di appena 4.700 voti (pari allo 0,8% del totale).
È editore e direttore politico di una rivista quindicinale, Il Duemila, seguita non soltanto dai liberali della sua area politica, da lui fondata nel 1971.
È stato eletto deputato europeo alle elezioni europee del 1999. Durante il mandato nel Parlamento Europeo ha ricoperto gli incarichi di membro della Commissione per l'ambiente, la sanità pubblica e la politica dei consumatori, di membro sostituto nella Commissione per i Bilanci, di membro della Delegazione alle commissioni parlamentari di cooperazione UE-Armenia, UE-Azerbaigian e UE-Georgia.
Dopo le elezioni politiche del 2001, dove viene rieletto per l'ultima volta alla Camera nel collegio di Fossano, declina l'offerta a entrare nel secondo governo Berlusconi come viceministro della Salute.

### Presidente della Provincia di Cuneo
Alle elezioni amministrative del 2004 si candida a presidente della provincia di Cuneo per la Casa delle Libertà e viene eletto al primo turno con il 53,5% dei voti. È stato sostenuto, in Consiglio provinciale, da una maggioranza costituita da Forza Italia, UDC, Alleanza Nazionale e tre liste civiche. Il mandato amministrativo è scaduto nel 2009.

### PdL e Consigliere regionale
A giugno 2009 è stato nominato Difensore del Cittadino, ufficio del Popolo della Libertà del quale contribuisce a definire struttura ed organici.
Alle elezioni regionali in Piemonte del 2010 si candida per Il Popolo della Libertà, a sostegno dell'allora capogruppo leghista a Montecitorio Roberto Cota, venendo eletto nella circoscrizione di Cuneo nel consiglio regionale del Piemonte, ma dopo pochi mesi si dimette per problemi di salute.

## Attività letteraria
Da qualche anno, Raffaele Costa affianca alla politica l'attività di scrittore.
- Il dottore è fuori stanza
- La mia prima repubblica
- L'Italia degli sprechi
- L'Italia dei privilegi
- Politica e Giustizia ai tempi delle BR: diario di un sottosegretario liberale.